# Scania odontoclasper
Scania odontoclasper là một loài bướm đêm thuộc họ Noctuidae. Nó được tìm thấy ở Maule, Araucanía và vùng Los Lagoss của Chile.
Sải cánh dài khoảng 34 mm. Con trưởng thành bay từ tháng 1 đến tháng 2.